# La Cañada (Santiago del Estero)
La Cañada ist die Hauptstadt des Departamento Figueroa in der Provinz Santiago del Estero im nordwestlichen Argentinien. Sie liegt 59 Kilometer von der Provinzhauptstadt Santiago del Estero entfernt und ist über die Ruta Provincial 5 mit ihr verbunden.

## Bevölkerung
La Cañada (Santiago del Estero) hat 1.524 Einwohner (2001, INDEC), das sind 8 Prozent der Bevölkerung des Departamento Figueroa.